# 383-тя піхотна дивізія (Третій Рейх)
383-тя піхотна дивізія (Третій Рейх) (нім. 383. Infanterie-Division) — піхотна дивізія Вермахту, що входила до складу німецьких сухопутних військ у роки Другої світової війни.

## Історія
383-тя піхотна дивізія сформована 26 січня 1942 року на навчальному центрі Арис (нім. Truppenübungsplatz Arys) в I військовому окрузі у Східній Пруссії під час 18-ї хвилі мобілізації вермахту. У квітні 1942 року передислокована до Вовковиська, де проходила бойове злагодження частин. Напередодні початку стратегічної операції «Блау» дивізія прибула на Східний фронт, де увійшла до складу LV армійського корпусу групи армій «Південь», з липня 1942 року — група армій «B». Наступальні дії на воронезькому напрямку, бої південно-західніше Лівни. З липня 1942 року в обороні у взаємодії з 45-ю та 388-ю піхотними дивізіями на цьому напрямку.
Взимку-весною 1943 року під ударами Червоної армії відступила на захід, оборонні бої західніше Лівни, південніше Орла. До липня 1943 року дивізія перебувала в позиційній обороні на орловському фасі Курської дуги. 5-23 липня 1943 року з початком операції «Цитадель» участь у наступі на північному виступі, а після переходу радянських військ у контрнаступ бої на Орловському напрямку.
Восени 1943 року ар'єргардні бої під Брянськом, перехід до оборони східніше Жлобина. Участь у боях на бобруйському напрямку, в яких 383-тя дивізія зазнала нищівних втрат і 3 серпня 1944 року, через фактичне знищення з'єднання, дивізія була розформована.

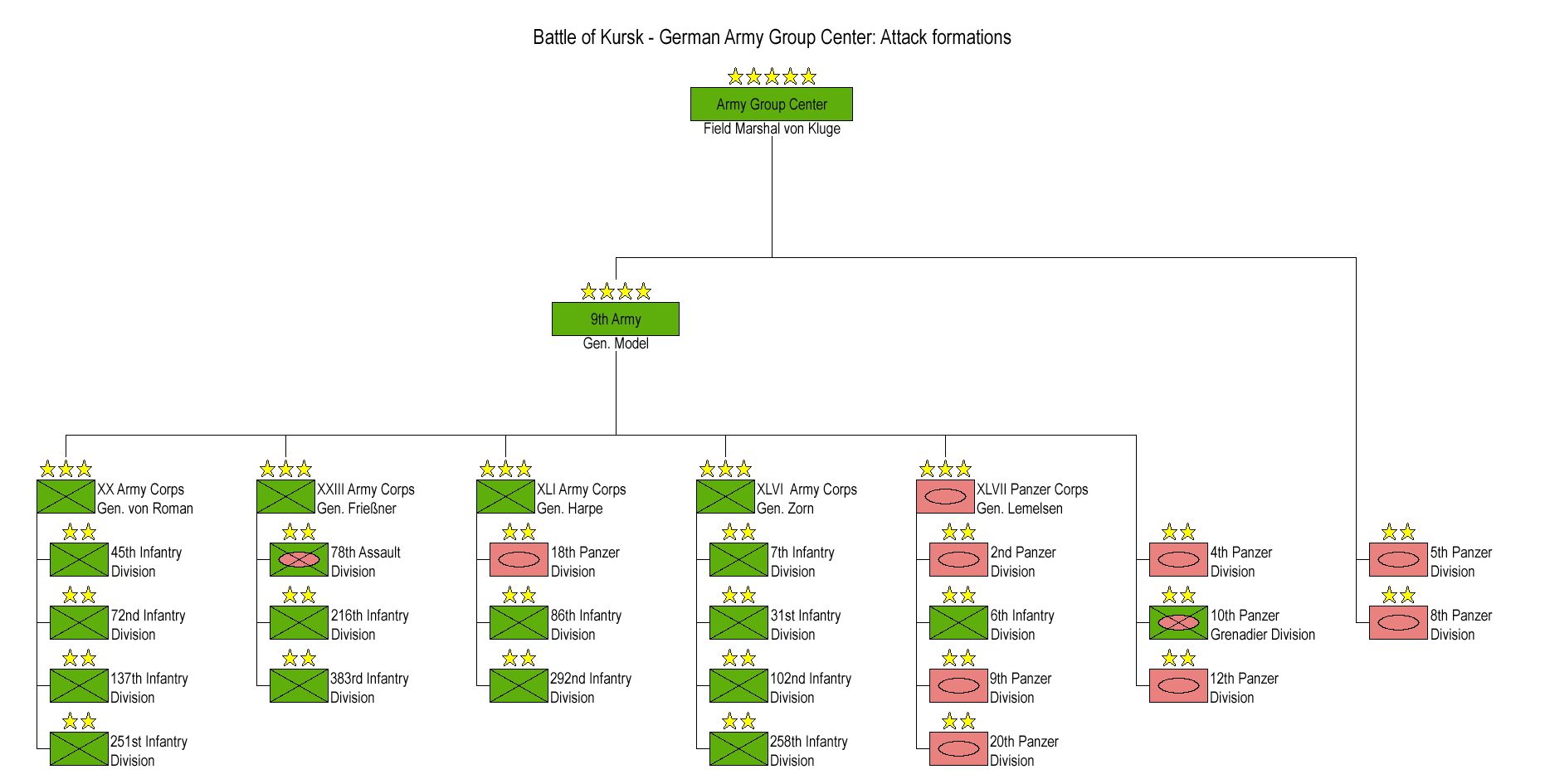
Склад німецького угруповання напередодні операції «Цитадель»

## Райони бойових дій
- Німеччина (січень — березень 1942);
- Східний фронт (південний напрямок) (квітень 1942 — серпень 1943);
- Східний фронт (центральний напрямок) (серпень 1943 — серпень 1944).

## Командування

### Командири
- генерал-лейтенант Йоганнес Гарде (нім. Johannes Haarde) (26 січня — 20 лютого 1942);
- генерал-лейтенант Ебергард фон Фабріке (нім. Eberhard von Fabrice) (20 лютого — 27 вересня 1942);
- генерал-лейтенант Фрідріх-Вільгельм Йон (нім. Friedrich-Wilhelm John) (27 вересня 1942 — 1 липня 1943);
- генерал-лейтенант Едмунд Гоффмайстер (нім. Edmund Hoffmeister) (1 липня 1943 — 20 червня 1944);
- генерал-майор Адольф Гаманн (нім. Adolf Hamann) (20 — 28 червня 1944).

### Підпорядкованість
| Час      | Корпус     | Армія      | Група армій (округ)   | Штаб                  |
| -------- | ---------- | ---------- | --------------------- | --------------------- |
| 1942     |            |            |                       |                       |
| лютий    | формування |            | I військовий округ    | Навчальний центр Арис |
| квітень  |            |            | ОКГ                   | Бобруйськ/Орел        |
| липень   | LV ак      | 2 А        | Група армій «Південь» | Воронеж               |
| серпень  | LV ак      | 2 А        | Група армій «B»       | Воронеж               |
| 1943     |            |            |                       |                       |
| січень   | LV ак      | 2-га армія | Група армій «B»       | Воронеж               |
| лютий    | LV ак      | 2 ТА       | Група армій «Центр»   | Орел                  |
| квітень  | XXXXI тк   | 2 ТА       | Група армій «Центр»   | Орел                  |
| травень  | XXIII ак   | 2 ТА       | Група армій «Центр»   | Орел                  |
| липень   | XXIII ак   | 9 А        | Група армій «Центр»   | Орел                  |
| серпень  | XXXXVII тк | 9 А        | Група армій «Центр»   | Орел                  |
| вересень | XXXXVI тк  | 9 А        | Група армій «Центр»   | Брянськ               |
| жовтень  | XXIII ак   | 9 А        | Група армій «Центр»   | Могилев               |
| грудень  | LV ак      | 9 А        | Група армій «Центр»   | Бобруйськ             |
| 1944     |            |            |                       |                       |
| січень   | XXXV ак    | 9 А        | Група армій «Центр»   | Бобруйськ             |
| червень  | XXXV ак    | 9 А        | Група армій «Центр»   | Бобруйськ             |

## Склад
| 1943                                   |
| -------------------------------------- |
| 531-й піхотний полк                    |
| 532-й піхотний полк                    |
| 533-й піхотний полк                    |
| 383-й артилерійський полк              |
| 383-й фузилерний дивізіон              |
| 383-й протитанковий дивізіон           |
| 383-й інженерний батальйон             |
| 383-те дивізійне управління постачання |
| 383-й дивізійний батальйон зв'язку     |
| 383-й резервний батальйон              |